# Aeropsis rostrata
Aeropsis rostrata är en sjöborreart. Aeropsis rostrata ingår i släktet Aeropsis och familjen Aeropsidae. Inga underarter finns listade i Catalogue of Life.